# 앤디스 민트 초콜릿

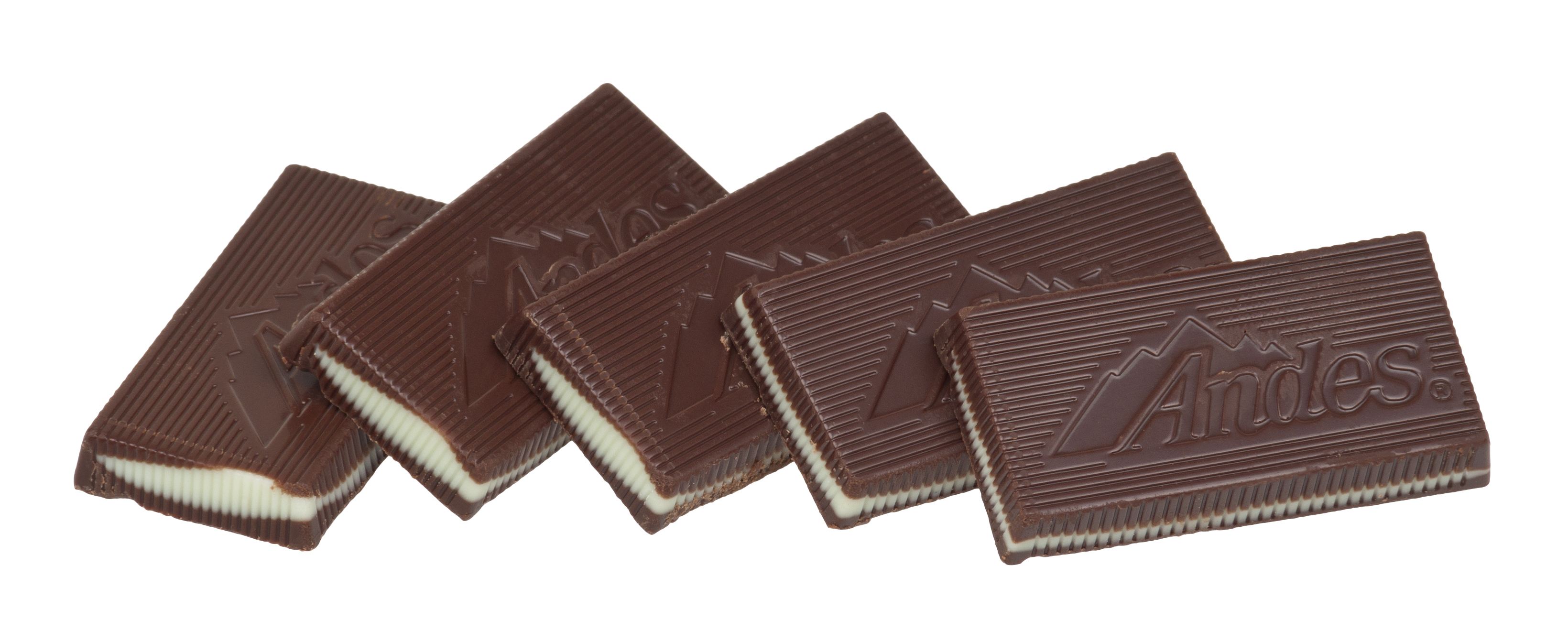
앤디스 민트 초콜릿

앤디스 민트 초콜릿(영어: Andes Chocolate Mints 앤디스 초콜릿 민츠[*])은 두 개의 갈색 초콜릿층 사이에 끼어 있는 초록색의 민트층으로 이루어진 작은 직사각형 모양의 초콜릿 가공품이다. 초콜릿은 대체로 눈 덮인 봉우리가 그려진 녹색 포일에 싸여 있다. 1950년에 처음 출시되었으며, 미국 위스콘신주 델라번에서 투스티 롤 인더스트리스(Tootsie Roll Industries)가 생산한다.

## 역사
1921년 앤드루 캐넬로스(Andrew Kanelos)가 일리노이주 시카고에서 작은 사탕 가게를 열었다. 그는 자신의 상점을 "앤디스 캔디스"(Andy's Candies)라고 불렀지만, 얼마 지나지 않아서 남자들이 다른 남자의 이름이 쓰인 사탕 상자를 자신의 아내와 여자친구에게 선물하는 것을 좋아하지 않는다는 것을 알게 된다. 이로 인해 상점의 철자를 "앤디스 캔디스"(Andes Candies)로 바꾼다.
1980년 스위스의 캔디 회사 인터푸드(Interfood, 현재의 야콥스 주하르트(Jacobs Suchard))가 앤디스 캔디스를 매입한다. 1987년 야콥스 주하르트가 브래치스(Brach's)를 매각했을 때 앤디스 캔디스는 브래치스의 일부가 된다. 또한 1990년에 야콥스 주하르트가 크래프트 푸즈에 매각되었을 때에는 소유주인 클라우스 요한 야콥스(Klaus Johann Jacobs)가 앤디스를 소유하게 된다. 자금이 부족했던 브래치스는 2000년에 투스티 롤 인더스트리스(Tootsie Roll Industries)에 앤디스를 매각한다.
미국에서는 식후 디저트로 앤디스 민트 초콜릿을 선호하는 편이다. 종종 음식점, 특히 올리브 가든(Olive Garden)에서 서비스로 준다. 올리브 가든에서 사용되는 민트는 음식점을 위해 독점적으로 제조되었지만, 다른 제품에 비해 파르페 향과 비슷한 편이다.